# اسکات کالدروود
اسکات کالدروود (انگلیسی: Scott Calderwood؛ زادهٔ ۱۱ مارس ۱۹۷۸) بازیکن فوتبال اهل بریتانیا است.
از باشگاه‌هایی که در آن بازی کرده‌است می‌توان به باشگاه فوتبال ویلم دوم و باشگاه فوتبال هراکس آلملو اشاره کرد.